# Karl av Akvitanien
Karl III av Akvitanien, (cirka 847 /848 -nära Buzançais, 29 september 866 enligt Annales Bertiniani), var en frankisk adelsman, kung av Akvitanien från den 15 oktober 855 till sin död 866. Han var andre son till Karl den skallige och hans första fru Ermentrude av Orléans och var barnbarnsbarn till Karl den store. Anledningen till att han omnämns som Karl III av Akvitanien är att hans far, Karl den skallige, och hans farfarsfar, Karl den store, räknas som tidigare Karl av Akvitanien.